# Hitoshi Matsumoto
Hitoshi Matsumoto (松本人志?, Matsumoto Hitoshi; Amagasaki, 8 settembre 1963) è un attore, comico e regista giapponese, conosciuto per la serie di spettacoli comici Hitoshi Matsumoto Presents Documental, il cui format è stato ripreso in Italia per creare il programma LOL - Chi ride è fuori.
In Giappone è noto per essere uno dei conduttori della trasmissione comica Downtown no gaki no tsukai ya arahende!! fin dalla prima puntata del 1989. Uno dei tanti giochi che sono stati proposti dal programma è il Batsu Game (Punishment Game) denominato "No Laughing Spring Inn" (anno 2003) in cui i partecipanti non devono ridere pur trovandosi in situazioni ridicole e grottesche, pena una punizione corporale. Da questa tipologia di gioco è nato appunto il format Hitoshi Matsumoto Presents Documental.